# 機械振興協会
一般財団法人機械振興協会（きかいしんこうきょうかい、英: Japan Society for the Promotion of Machine Industry）は、機械工業における経営の改善、技術の向上その他機械工業の振興をはかることを目的として、事業運営をおこなう業界団体である。略称JSPMI。

## 概要
1964年（昭和39年）8月24日に機械工業界の総意と協力によって設立された。
経済研究所と技術研究所での事業を軸として機械産業の発展振興に携わり、事務局と経済研究所は機械振興会館内に、技術研究所本所は東久留米市にある。機械振興会館やBICライブラリの運営、調査研究事業、優れた技術開発成果を表彰する「機械振興協会賞」の実施などをおこなっている。

## 組織
機械振興協会は、事務局、経済研究所、技術研究所からなる。

### 経済研究所
機械工業関連のリサーチライブラリであるBICライブラリは、機械振興会館地下1階にて運営されている。

### 技術研究所
1964年（昭和39年）の機械振興協会設立に伴い、機械総合研究所から技術研究所と改称した。

## 主な事業
機械振興協会における事業については、2010年（平成22年）度以降、公式ウェブサイトから「事業報告書、財務諸表及び収支計算書」を入手することが可能である。

## 主な定期刊行物
- 経済研究所『機械経済研究』（年刊）
- 経済研究所『日本の機械産業』（年刊）
- 経済研究所『Engineering Industries of Japan』
- 技術研究所『技研所報』（年1〜2）
- 技術研究所『機振協ニュース』（季刊）

## 参照
- 一般財団法人 機械振興協会
- 機械振興協会三十年史
- 機械振興協会50年史
- 経済研究所 平成27年度会員一覧